# Гавриловка (Теофипольский район)
Гаври́ловка (укр. Гаврилівка) — село в Теофипольском районе Хмельницкой области Украины.
Население по переписи 2001 года составляло 697 человек. Почтовый индекс — 30634. Телефонный код — 3844. Занимает площадь 1,689 км².

## Местный совет
30634, Хмельницкая обл., Теофипольский р-н, с. Гавриловка, ул. Ленина